# Гуменюк-Грицай, Пётр Анисимович
Пётр Анисимович Гуменюк-Грицай (4 февраля 1925, с. Роговичи, Подольская губерния, УССР, СССР — ?) — украинский советский деятель, начальник прокатного стана тонколистового цеха металлургического завода «Запорожсталь» в Запорожской области. Депутат Верховного Совета СССР 7-8-го созывов.

## Биография
Родился 4 февраля 1925 года в с. Роговичи Подольской губернии (ныне Полонского района Хмельницкой области) в крестьянской семье.
Во время Великой Отечественной войны находился в эвакуации. Работать начал в 1941 году колхозником колхоза «Роте Фане» Аполлонского района Орджоникидзевского (Ставропольского) края РСФСР.
С 1942 по 1943 год работал токарем основного механического цеха Магнитогорского металлургического комбината Челябинской области РСФСР. В 1943—1947 годах — оператор прокатного стана металлургического завода города Новосибирска, РСФСР.
В 1947—1961 годах — оператор тонколистового цеха, в 1961—1966 годах — старший вальцовщик тонколистового цеха металлургического завода «Запорожсталь» имени Орджоникидзе города Запорожья Запорожской области.
Член КПСС с 1957 года.
В 1966 году окончил вечерний факультет Днепропетровского металлургического института по специальности обработка металлов давлением.
В 1966—1969 годах — мастер стана, начальник смены тонколистового цеха металлургического завода «Запорожсталь» имени Орджоникидзе.
С 1969 года — начальник прокатного стана тонколистового цеха, в 1972—1980 годах — начальник цеха холодной прокатки (ЦХП-3) металлургического завода «Запорожсталь» имени Орджоникидзе Запорожской области.
До 1983 года работал главным инженером металлургического комбината в штате Бихар (Индия), затем вышел на пенсию. Жил в городе Запорожье, дальнейшая судьба неизвестна.
Соавтор ряда патентов:
- Способ подачи охладителя на поверхности прокатных валков листовых станов
- Способ прокатки листовой стали
- Способ регулирования формы межвалкового зазора в прокатной клети
- Способ изготовления замкнутых профилей

## Награды
- орден Ленина
- орден Трудового Красного Знамени (19.07.1958)
- иные ордена и медали
- заслуженный металлург Украинской ССР (18.07.1964)